# Palpiclavina kistneri
Palpiclavina kistneri är en tvåvingeart som beskrevs av Ronald Henry Lambert Disney 1992. Palpiclavina kistneri ingår i släktet Palpiclavina och familjen puckelflugor. Inga underarter finns listade i Catalogue of Life.